# Svetlolasa odaliska (Boucher)
Svetlolasa odaliska ali Počivajoče dekle (francosko Jeune fille allongée, Jeune fille couchée ali L'Odalisque blonde) je naslov dveh slik Françoisa Boucherja. Prva sega v leto 1751 in je zdaj v muzeju Wallraf-Richartz v Kölnu, druga pa je bila izdelana leta 1752 in je zdaj v Stari pinakoteki v Münchnu. Model je lahko Marie-Louise O'Murphy, dve leti ljubica Ludvika XV. Spadata v žanr odaliske.

## Analiza
Boucherjeva Svetlolasa odaliska ali Počivajoče dekle je napolnjena z mehkimi in spogledljivimi pastelnimi barvami, kot so rožnata, rumena in modra. Bogastvo cvetočih tonov drzno uteleša rokokojsko dobo. Golo dekle in sugestivni simboli na sliki pomagajo predstaviti to erotično temo, ki jo radi uporabljajo slikarji rokokoja. Različni rumeni odtenki v celotnem delu ustvarjajo miren ton, ki poudarja dekletovo rožnato golo telo. Gola deklica je glavno središče slike in naše oči tja vlečejo vodoravne črte, prikazane v njeni pozi in način, kako zavese visijo ob strani sobe. Rjuha in blazina jo elegantno obdajata in je videti zelo lahkotno in zračno. Na celotni sliki so postavljene nekatere stvari, ki ustvarjajo občutek začudenja ali zmede. Odprta knjiga, ki se zdi zapuščena, osamljena vrtnica je ostala na tleh in celo njen izraz je mogoče razlagati na nekaj različnih načinov. Lahko je bodisi presenečena bodisi zaskrbljena. Mogoče nekdo vstopi v sobo, ki ga ni pričakovala, ali pa bi lahko čakala, da nekdo pride. Ženska, ki jo vidimo na sliki, je bila ljubica Ludvika XV., Marie-Louise O'Murphy. Te informacije bi lahko prispevale tudi k njenemu izražanju tesnobe, saj je kot ljubica lahko čakala, da nekdo pride in bo z njo. Spolnost slike res pomeni, da je nekakšna ljubica, barve in njena poza zelo nakazujejo nekaj čutnega.

## Ozadje
Intimnost in občutljivost sta pogosti temi, ki jo najdemo v Boucherjevih delih. Venera, ki tolaži ljubezen in Venerin triumf sta nekaj Boucherjevih drugih del, ki prenašajo te teme. Obe deli prikazujeta, kako je Boucherjevo delo napredovalo in pomagala utirati pot k ustvarjanju Svetlolase odaliske. Njegov slog slikanja je tudi nekaj, po čemer je znan, mehke in nežne, a drzne poteze s čopičem predstavljajo običajne teme v rokokoju, kot so nežnost in lepota. Svetlolasa odaliska ima dve nekoliko različni kopiji, prva je bila narejena leta 1751 in je zdaj v Kölnu v Nemčiji. Različica v Kölnu prikazuje dekle, ki počiva s knjigo ob sebi in padlo vrtnico na spodnji sredini slike. Kasnejša različica slike je bila narejena leta 1752 in jo hranijo v Münchnu v Nemčiji. Ta različica ima na vrhu majhno zlato škatlo z levom na mestu, kjer je bila knjiga v prvotni različici. Ta kos ima tudi drugačno rožo na tleh na popolnoma drugačni lokaciji. Cvet je spravljen pod posteljo in je odmaknjen v levo. Blazine na tleh so v münchenski različici veliko lažje in lažje videti. Kölnska različica s knjigo ima senco nad blazinami in nekaj knjig. Ti dve sliki sta očitno zelo različni, vendar je manjših sprememb, ki so bile narejene, mogoče enostavno spregledati. Boucher in Marie-Louise O'Murphy sta se spoznala prek pripadnosti Académie royale de peinture et de sculpture v Parizu, znana tudi kot Akademija za slikanje. Boucher je bil glavni slikar na akademiji, ko je spoznal Marie in jo izbral za svoj glavni model. Boucher je trdil, da se je za navdih za svoje prihodnje slike zanašal na Mariejin pogled. Marie je hitro uspela kot model na Akademiji za slikanje in sčasoma jo je kralj Ludvik XV. prepoznal in postala je njegova najmlajša ljubica.

## Navdih
Boucherjevo zgodnje delo je obsegalo grafiko in ilustracijo knjig. Odraščal je v Parizu in bil obkrožen z najbolj vplivnimi in nadarjenimi umetniki svojega časa. Približno pri 23 letih je bil Boucher zaposlen za jedkanje po risbah Antoinea Watteauja, ta povezava je pomagala oblikovati njegov umetniški slog, ki ga je kasneje pripeljal do slikanja Svetlolase odaliske. Ko je bila leta 1751 naslikana je bilo jasno, da je na Boucherja v celoti vplivalo rokokojsko gibanje.

## Marie-Louise O'Murphy
Ženska na sliki je Marie-Louise O'Murphy, Irka, znana tudi kot Louison. Rodila se je leta 1737 in pri 14 letih postala najmlajša ljubica kralja Ludvika XV.; še vedno je bila stara le 14 let, ko je pozirala za to sliko. Ko je sliko naročil francoski dvor Ancien Régime, je kralja slika tako navdušila, da jo je poklical zase. S kraljem je ostala dve leti, preden so jo videli kot grožnjo ostalim ljubicam kralja in so jo zasačili pri kraljevih osebnih vprašanjih. Pozneje so jo prosili, naj zapusti Parc-aux-Cerfs, tako se je imenoval skrivni bordel Ludvika XV. Po rojstvu otroka se je leta 1755 poročila z Jacquesom de Beaufranchetom. Madame de Pompadour, najslavnejša ljubica Ludvika XV., je redno odpuščala mlade ljubice, ker so se želele zbližati z Ludvikom XV. Te obtožbe so pogosto spregledane.